# HD 207503
HD 207503，又名BD-13 6027，SAO 164679、HR 8337，是一颗恒星，视星等为6.31，位于銀經42.41，銀緯-45.2，其B1900.0坐标为赤經21h 44m 16.8s，赤緯-13° -45.2′ 21″。